# Matthew Lux

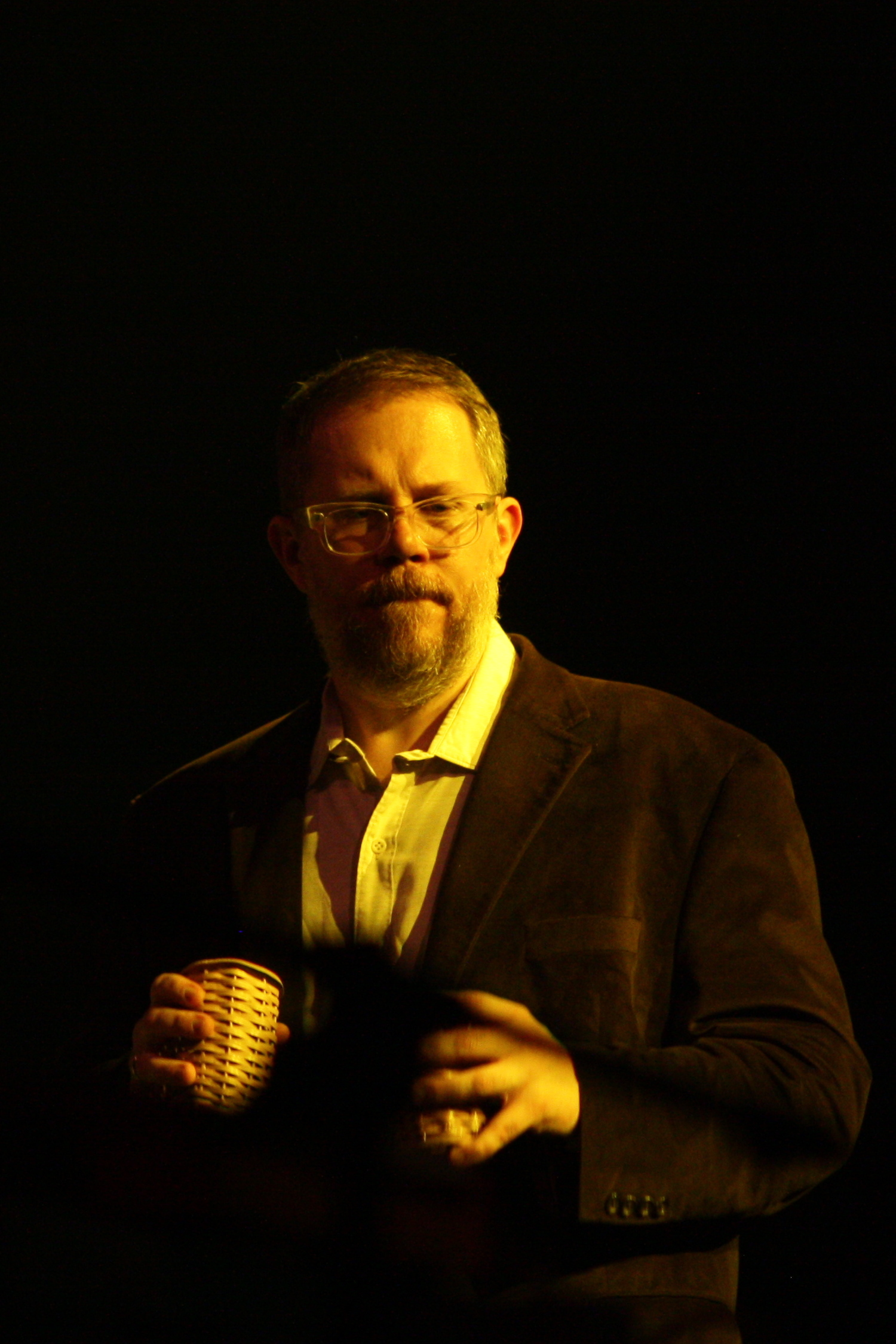
Matthew Lux (2013)

Matthew „Matt“ Lux (* 1973 in Chicago) ist ein US-amerikanischer Jazzmusiker (Kontrabass, E-Bass, Gitarre, Komposition), der in der Musikszene Chicagos aktiv ist.

## Leben und Wirken
Lux arbeitet nach dem Besuch der Lane Technical College Prep High School (Abschluss 1991) in der Chicagoer Musikszene, u. a. in Genres wie Jazz, Rock, R&B, experimentelle und elektronische Musik. Erste Aufnahmen im Bereich des Jazz entstanden 1999, als er in der Begleitband des Sängers Janvier Jones spielte (Soul Searching). Er arbeitete mit Eddie Kirkland und George Freeman ebenso wie mit Peven Everett und Iron & Wine. Seit 1996 spielt er mit Rob Mazurek, zunächst in der Gruppe Isotope 217, später dann mit  Mandarin Movie, im Exploding Star Orchestra, dem Mazurek-Quintett (mit Jason Adasiewicz, Joshua Abrams), im Pulsar Quartet (mit Angelica Sanchez, John Herndon), im Chicago Odense Ensemble und im Chicago/Sao Paulo Underground, mit dem er 2013 auf dem Frankfurter Jazzfestival mit Pharoah Sanders auftrat.
Des Weiteren bildete Lux mit Mark O’Leary und John Herndon das Underground Jazz Trio. Auch gehörte er den Formationen Heaven & Earth, Thrill Jockey und Heroic Doses an. Im Bereich des Jazz war er zwischen 1999 und 2022 an 19 Aufnahmesessions beteiligt. Unter eigenem Namen legte Lux 2018 mit seinem Communication Arts Quartet (mit Ben LaMar Gay, Jayve Montgomery und Mikel Patrick Avery) das Album Contra/Fact (Astral Spirits) vor, in dem er Einflüsse des Art Ensemble of Chicago, Miles Davis und Lester Young verarbeitete.
Im Jahr 2014 wurde Matthew Lux im Bass Player Magazine vorgestellt und in der Kritikerumfrage des Down Beat 2014 als „Rising Star“ auf dem E-Bass ausgezeichnet.